# Jack Clayton
Jack Clayton (n. 1 martie 1921, Brighton, Regatul Unit al Marii Britanii și Irlandei – d. 26 februarie 1995, Slough, Anglia, Regatul Unit) a fost un regizor și producător de film. Ca membru al grupului Noul val, a devenit cunoscut ca specialist în ecranizări și producător a trei filma de John Huston.

## Filmografie selectivă

### Regizor
- 1944 Naples is a Battlefield
- 1955 The Bespoke Overcoat
- 1959 Drumul spre înalta societate (Room at the Top)
- 1961 (The Innocents)
- 1964 Mâncătorul de dovleac (The Pumpkin Eater)
- 1967 Casa mamei noastre (Our Mother’s House)
- 1974 Marele Gatsby (The Great Gatsby)
- 1983 Something Wicked This Way Comes (Something Wicked This Way Comes)
- 1987 (The Lonely Passion of Judith Hearne)
- 1991 Memento Mori

### Producător
- 1949 Dama de pică (The Queen of Spades)
- 1951 Flesh and Blood
- 1952 Moulin Rouge, regia: John Huston
- 1953 (Beat the Devil), regia: John Huston
- 1954 (The Good Die Young)
- 1955 I Am a Camera
- 1956 Sailor Beware
- 1956 Moby Dick, regia: John Huston
- 1956 (The Bespoke Overcoat)
- 1956 Trei într-o barcă (Three Men in a Boat)
- 1957 Esther Costello (The Story of Esther Costello)
- 1958 (The Whole Truth)
- 1961 (The Innocents)
- 1967 Casa mamei noastre (Our Mother’s House)

## Premii și nominalizări
- 1955 The Bespoke Overcoat: Cel mai bun scurtmetraj la Festivalul de film din Veneția
- 1959 Drumul spre înalta societate: film participant la Festivalul de film din Cannes, nominalizare Oscar
- 1961 (The Innocents): film participant la Festivalul de film din Cannes, Directors Guild of America-Award-Nominalizare, National Board of Review-Award
- 1964 The Pumpkin Eater: film participant la Festivalul de film din Cannes
- 1967 Casa mamei noastre (Our Mother’s House): film participant la Festivalul de film din Veneția
- 1983 Das Böse kommt auf leisen Sohlen (Something Wicked This Way Comes): Wettbewerbsfilm auf dem Avoriaz Fantastic Film Festival
- 1991 Memento (Memento Mori): nominalizare BAFTA,
- 1991 Writers Guild of Great Britain-Award - Nominalizare ca scenarist